# 神明 (さいたま市)
神明（しんめい）は、埼玉県さいたま市の町名。現行行政地名は神明一丁目及び神明二丁目。それぞれが浦和区および南区に跨る。住居表示実施地区。郵便番号は浦和区が330-0065、南区が336-0023。さいたま市の区制施行に伴い、自治会の区域に従って両区に分割された。

## 地理
さいたま市南部の北部は大宮台地、南部は沖積平野に位置する。浦和区岸町、南区南本町・根岸・白幡と隣接する。中央を大谷場高木線（浦和神明郵便局付近の歩車分離式信号のある交差点以西は「田島通り」と呼ばれる）が東西に貫き、西端を旧中山道（大谷場高木線交点以北は埼玉県道213号曲本さいたま線）が通る。地内は主に住宅地で、浦和の高級住宅地となっている。

### 地価
住宅地の地価は、2022年（令和4年）1月1日の公示地価によれば、神明一丁目6-15の地点で36万1000円/m2となっている。

## 歴史
かつてはこの周辺は境界が入り組んでおり、神明台と通称されていた。
- 1980年（昭和55年）11月1日 - 浦和市岸町二丁目、大字大谷場、白幡、文蔵、根岸の各一部から神明一・二丁目が成立[7]。
- 2001年（平成13年）5月1日 - 浦和市が大宮市・与野市と合併し、さいたま市神明となる。
- 2003年（平成15年）4月1日 - さいたま市の政令指定都市移行に伴い区制施行、一丁目（7〜9、18〜28番）、二丁目（5〜25番）[5]が浦和区、一丁目（1〜6、10〜17番）、二丁目（1〜4番）[5]が南区に分割される。

## 世帯数と人口
2017年（平成29年）9月1日現在の世帯数と人口は以下の通りである。
| 区        | 丁目       | 世帯数    | 人口    |
| --------- | ---------- | --------- | ------- |
| 浦和区    | 神明一丁目 | 530世帯   | 1,159人 |
| 浦和区    | 神明二丁目 | 773世帯   | 1,684人 |
| 浦和区 計 | 浦和区 計  | 1,303世帯 | 2,843人 |
|           |            |           |         |
| 南区      | 神明一丁目 | 504世帯   | 1,089人 |
| 南区      | 神明二丁目 | 220世帯   | 492人   |
| 南区 計   | 南区 計    | 724世帯   | 1,581人 |
|           |            |           |         |
| 計        | 計         | 2,027世帯 | 4,424人 |

## 小・中学校の学区
市立小・中学校に通う場合、学区（校区）は以下の通りとなる。
| 丁目       | 番地                                                        | 小学校                   | 中学校               |
| ---------- | ----------------------------------------------------------- | ------------------------ | -------------------- |
| 神明一丁目 | 全域                                                        | さいたま市立高砂小学校   | さいたま市立岸中学校 |
| 神明二丁目 | 1〜2番、8〜11番、17〜22番 23番（11号を除く）、24番16号 25番 | さいたま市立高砂小学校   | さいたま市立岸中学校 |
| 神明二丁目 | 3〜7番、12〜16番、23番11号 24番（16号を除く）               | さいたま市立南浦和小学校 | さいたま市立岸中学校 |

## 交通

### 鉄道
町内に鉄道は敷設されていない。東日本旅客鉄道（JR東日本）京浜東北線・武蔵野線南浦和駅または埼京線・武蔵野線武蔵浦和駅が徒歩圏内にある。

### 道路
- 埼玉県道213号曲本さいたま線（旧中山道）
- 大谷場高木線（田島通り）

## 施設
- 浦和神明郵便局
- 南公民館
- エンゼル保育園
- 白山神社
- 阿彌陀堂